# Problema condiției la limită

O regiune în care o ecuație diferențială este valabilă și valorile la limită asociate

În analiza cu variabile multiple⁠(d), în special la ecuațiile cu derivate parțiale, condițiile la limită sunt constrângeri aplicate ecuației care descrie un fenomen. O soluție la o problemă cu condiții la limită este o soluție a ecuației diferențiale care satisface și condițiile la limită.
Problemele cu condiții la limită apar în mai multe ramuri ale fizicii, așa cum le va avea orice ecuație diferențială fizică. Problemele care implică ecuația undei, cum ar fi determinarea modurilor normale⁠(d), sunt adesea enunțate ca probleme cu condiții la limită. O clasă mare de probleme importante cu condiții la limită sunt problemele Sturm–Liouville⁠(d). În cazul liniar, analiza acestor probleme implică funcțiile proprii⁠(d) ale unui operator diferențial⁠(d).
Pentru a fi utilă în aplicații, o problemă cu condiții la limită ar trebui să fie bine pusă⁠(d). Aceasta înseamnă că, având în vedere datele problemei, există o soluție unică, care depinde continuu de acele date. Multe lucrări teoretice în domeniul ecuațiilor cu derivate parțiale sunt dedicate demonstrării că problemele cu condiții la limită care decurg din aplicațiile științifice și de inginerie sunt de fapt bine puse.
Printre cele mai vechi probleme cu condiții la limită este problema Dirichlet, de găsire a funcției armonice (soluții la ecuația lui Laplace); soluția a fost dată de principiul lui Dirichlet.

## Descriere
Problemele cu condiții la limită sunt similare cu problemele cu valoare inițială. O problemă cu condiții la limită are valori specificate ale variabilei independente sau a derivatei parțiale după variabila respectivă pe frontiera domeniului tratat, în timp ce o problemă cu valoare inițială are condițiile specificate la aceeași valoare a variabilei independente la limita „inferioară” a domeniului („la început”), de unde vine expresia „valoare inițială”. O „valoare la limită” este o valoare care corespunde datelor de intrare (furnizate) la intrarea în domeniu, pe frontiera domeniului sau la ieșirea din domeniu pentru un sistem sau componentă.
De exemplu, dacă variabila independentă este timpul în domeniul [0,1], o problemă cu condiții la limită ar specifica valori pentru {\displaystyle y(t)} atât la {\displaystyle t=0}, cât și la {\displaystyle t=1} sau la un t intermediar, în timp ce o problemă cu valoare inițială ar specifica o valoare a lui{\displaystyle y(t)} și {\displaystyle y^{\prime }(t)} la momentul {\displaystyle t=0}.
Calculul temperaturii în toate punctele unei bare de fier cu un capăt menținut la zero absolut și celălalt capăt la punctul de îngheț al apei ar fi o problemă cu condiții la limită.
Dacă problema depinde atât de spațiu, cât și de timp, se poate specifica valoarea inițială a problemei la un moment dat pentru tot timpul, sau la un moment dat pentru tot spațiul.
Concret, un exemplu de problemă cu condiții la limită (unidimensională spațial) este
{\displaystyle y''(x)+y(x)=0}
care să fie rezolvată pentru funcția necunoscută {\displaystyle y(x)} cu condițiile la limită
{\displaystyle y(0)=0,\ y(\pi /2)=2}
Fără condițiile la limită, soluția generală a acestei ecuații este
{\displaystyle y(x)=A\sin(x)+B\cos(x)}
Din condiția la limită {\displaystyle y(0)=0} se obține
{\displaystyle 0=A\cdot 0+B\cdot 1}
care implică faptul că {\displaystyle B=0.} Din condiția la limită {\displaystyle y(\pi /2)=2} se obține
{\displaystyle 2=A\cdot 1}
de unde {\displaystyle A=2.} Se vede că impunerea unor condiții la limită a permis să se determine o soluție unică, care în acest caz este
{\displaystyle y(x)=2\sin(x)}

## Tipuri de condiții la limită

### Condiții la limită pe contur
O condiție la limită care specifică valoarea funcției în sine este o condiție la limită Dirichlet sau o condiție la limită de tipul întâi. De exemplu, dacă un capăt al unei bare de fier este ținut la o anumită temperatură, atunci valoarea problemei ar fi cunoscută în acel punct din spațiu.
O condiție la limită care specifică valoarea derivatei normale a funcției este o condiție la limită Neumann, sau o condiție la limită de tipul al doilea. De exemplu, dacă există un încălzitor la un capăt al unei bare de fier, atunci energia ar fi adăugată la o rată constantă, dar temperatura reală nu ar fi cunoscută.
Dacă frontiera este o curbă sau o suprafață pe care se dă atât valoarea derivatei normale, cât și a variabilei în sine, atunci este o condiție la limită Cauchy.

#### Exemple
Rezumatul condițiilor la limită pentru funcția necunoscută, {\displaystyle y}, constantele {\displaystyle c_{0}} și {\displaystyle c_{1}} specificate de condițiile la limită și funcțiile scalare cunoscute {\displaystyle f} și {\displaystyle g} specificate de condițiile la limită.
| Nume      | Forma condiției de tipul întâi                                                | Forma condiției de tipul al doilea                                            |
| --------- | ----------------------------------------------------------------------------- | ----------------------------------------------------------------------------- |
| Dirichlet | {\displaystyle y=f}                                                           | {\displaystyle y=f}                                                           |
| Neumann   | {\displaystyle {\partial y \over \partial n}=f}                               | {\displaystyle {\partial y \over \partial n}=f}                               |
| Robin     | {\displaystyle c_{0}y+c_{1}{\partial y \over \partial n}=f}                   | {\displaystyle c_{0}y+c_{1}{\partial y \over \partial n}=f}                   |
| Mixtă     | {\displaystyle y=f}                                                           | {\displaystyle c_{0}y+c_{1}{\partial y \over \partial n}=g}                   |
| Cauchy    | ambele {\displaystyle y=f} și {\displaystyle {\partial y \over \partial n}=g} | ambele {\displaystyle y=f} și {\displaystyle {\partial y \over \partial n}=g} |

### Operatori diferențiali
Pe lângă condiția la limită, problemele cu condiții la limită sunt, de asemenea, clasificate în funcție de tipul de operator diferențial implicat. Pentru un operator eliptic⁠(d), se discută problemele eliptice cu condiții la limită⁠(d). Pentru un operator hiperbolic se discută problemele hiperbolice cu condiții la limită. Aceste categorii sunt mai departe subdivizate în liniare⁠(d) și diferite tipuri neliniare.

## Aplicații

### Potențial electromagnetic
În electrostatică, o problemă comună este găsirea unei funcții care descrie potențialul electric al unei anumite regiuni. Dacă regiunea nu conține sarcini, potențialul trebuie să fie o soluție a ecuației lui Laplace (o așa-numită funcție armonică). Condițiile la limită în acest caz sunt condiții de interfață pentru câmpuri electromagnetice⁠(d). Dacă nu există densitate de curent în regiune, este de asemenea posibil să se definească un potențial magnetic scalar⁠(d) folosind o procedură similară.